# Asesinato de Peter Falconio
Peter Falconio fue un turista británico que desapareció en una zona remota de la carretera Stuart cerca de Barrow Creek en el Territorio del Norte de Australia en la noche del 14 de julio de 2001, mientras viajaba con su novia Joanne Lees.
Ocurrido después de los Asesinatos de mochileros, el caso atrajo rápidamente una considerable atención pública y legal tanto a nivel nacional como internacional. Falconio tenía 28 años en el momento de la desaparición. Su cuerpo nunca ha sido encontrado y se le presume muerto. El 13 de diciembre de 2005, Bradley John Murdoch fue condenado por el asesinato de Falconio y sentenciado a cadena perpetua.

## Trasfondo

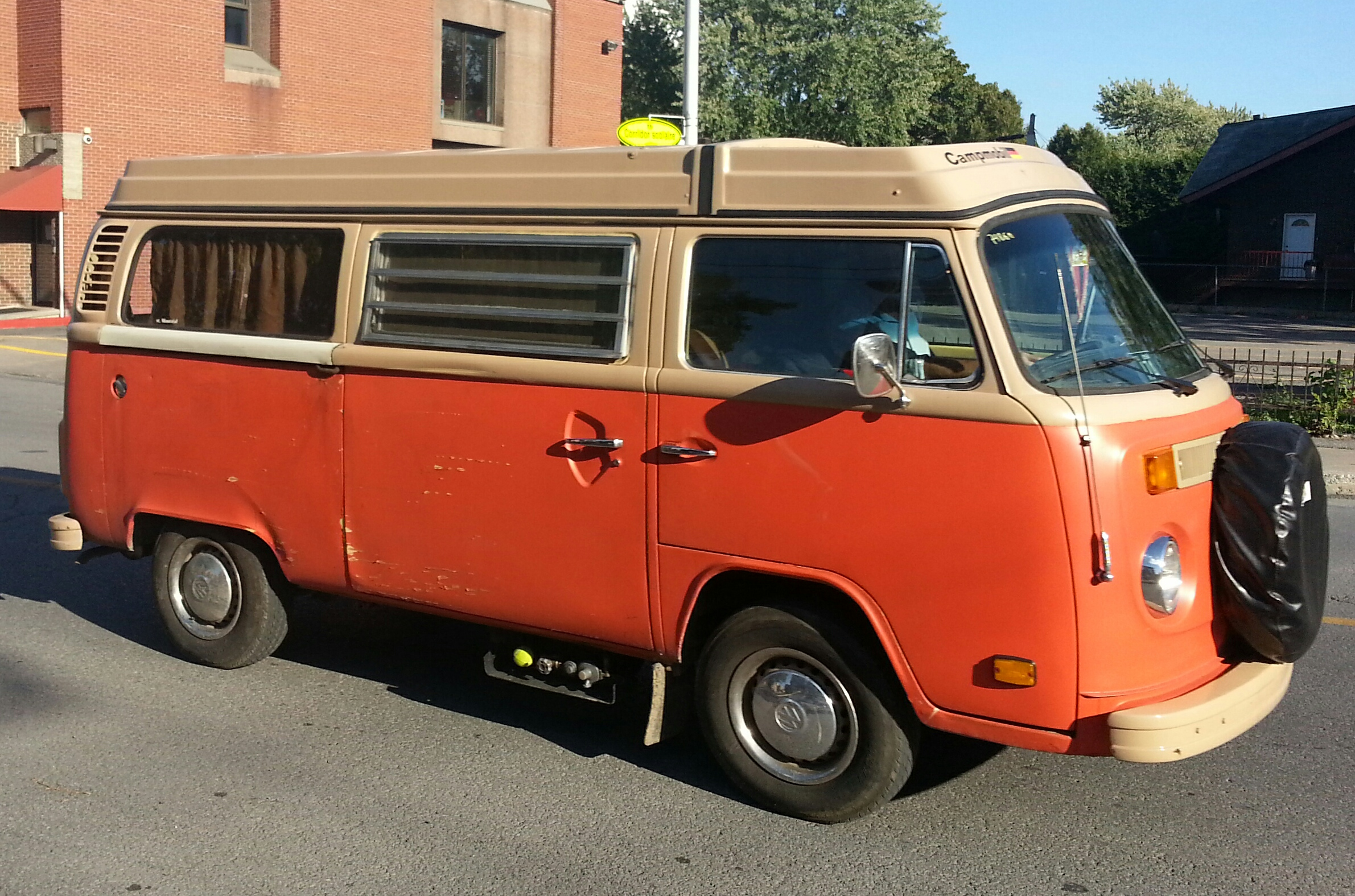
Una furgoneta Volkswagen T2 Kombi Camper naranja similar a la utilizada por Falconio y Lees.

Peter Marco Falconio (20 de septiembre de 1972 – 14 de julio de 2001) era el tercero de los cuatro hijos de una familia que vivía en Hepworth, Yorkshire del Oeste, Inglaterra, Reino Unido. En 1996, comenzó una relación con Joanne Lees (nacida en 1973) después de conocerse en un club nocturno local. Lees se fue a vivir con él al año siguiente en Brighton, donde Falconio estudiaba en la Universidad de Brighton.
El 15 de noviembre de 2000, la pareja se embarcó en un viaje a Nepal, Singapur, Malasia, Tailandia, Camboya y Australia (aunque las noticias recientes sobre los asesinatos de mochileros, la Masacre de Port Arthur, y el incendio premeditado el 23 de junio de 2000 del albergue para mochileros Childers Palace en Queensland, había hecho que sus familias se preocuparan por la parte final de este viaje). El 16 de enero de 2001, la pareja llegó a Sídney con un visado de vacaciones y trabajo, y el 25 de junio partieron en un viaje por carretera planeado de Sídney a Canberra, Melbourne, Adelaida, Darwin, y Brisbane.
Alrededor de las 19:30 horas del sábado 14 de julio de 2001, Falconio y Lees viajaban por la carretera Stuart con destino a Devil's Marbles en su furgoneta Kombi T2 de color naranja. Falconio conducía y Lees iba sentada a su lado en el asiento del pasajero. Los dos habían notado que un automóvil venía siguiéndoles desde su parada en un bar de carretera en Barrow Creek, y esperaban que les rebasara. Sin embargo, cuando el vehículo - un Toyota blanco con tracción en las cuatro ruedas y un toldo verde - se puso a su lado, el conductor les hizo enérgicos gestos para que se detuvieran. Falconio paró la furgoneta y bajó a hablar con el hombre, que se había detenido fuera de la carretera frente a ellos. El hombre explicó que había visto salir chispas del tubo de escape de la furgoneta.
Mientras los dos iban a la parte trasera del vehículo para investigar, Lees se movió al asiento del conductor, lista para acelerar el motor si fuera necesario. Entonces oyó un ruido fuerte que le recordó a un disparo en la parte trasera y momentos más tarde el hombre estaba en la ventanilla apuntándole con una pistola plateada. El hombre armado subió a la furgoneta. Lees dejó que le atara las manos a la espalda con bridas negras, pero luchó cuando intentó atarle los pies y vendarle la boca. Él le dio un puñetazo en la cabeza que la aturdió. Luego la arrastró al asiento trasero del Toyota (donde estaba sentado el perro del hombre armado) pero, temiendo una violación, logró huir entre los arbustos mientras el hombre armado estaba distraído (aparentemente mientras arrastraba el cuerpo de Falconio). El pistolero buscó a Lees con su perro y una linterna antes de irse, pasando cerca tres veces, pero ella permaneció escondida hasta estar segura de que había partido, finalmente saliendo y parando a un conductor de tren de carretera a las 12:35 horas, quien la desató y llevó de regreso a Barrow Creek para avisar a la policía.

## Investigación

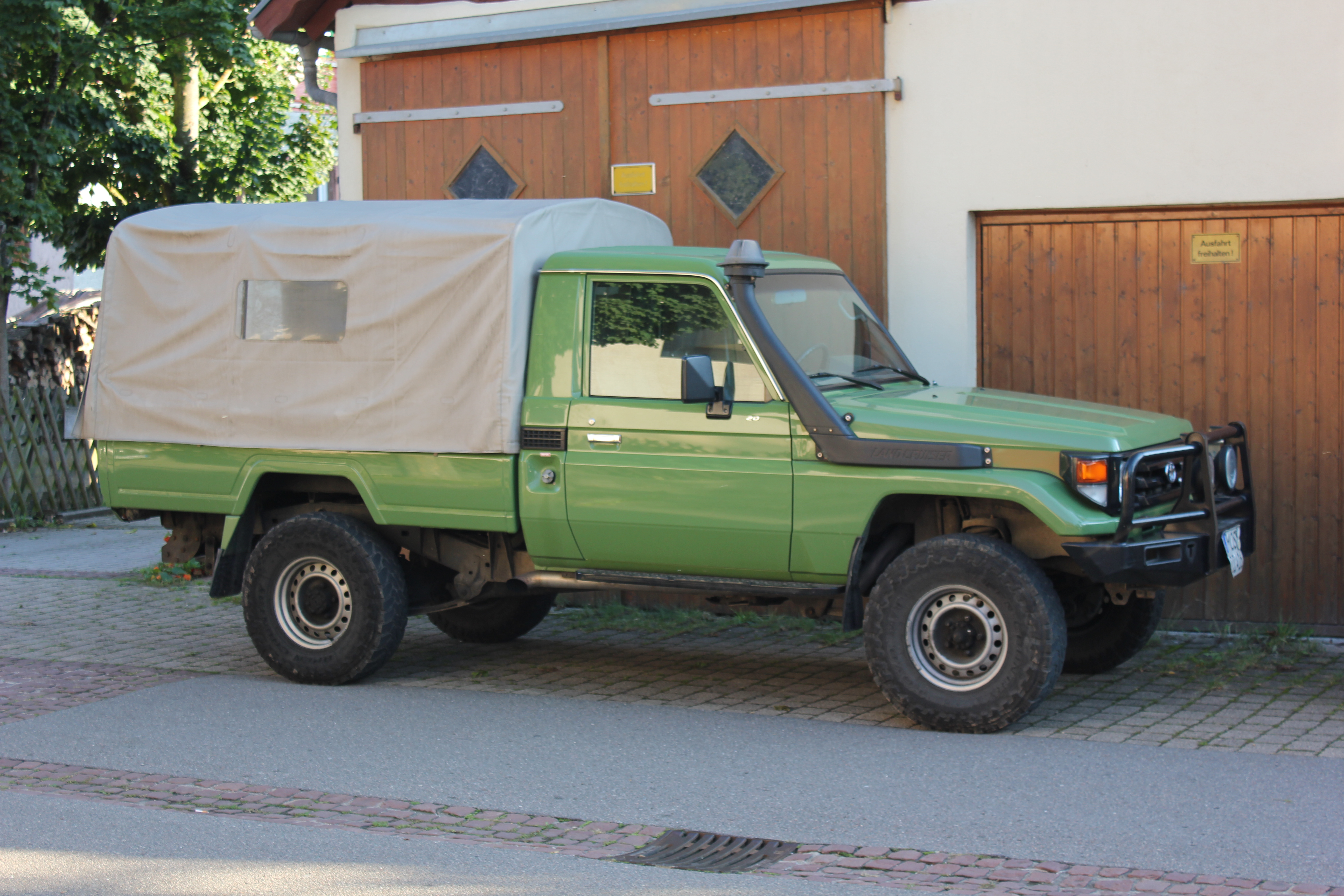
Un Toyota Land Cruiser con lona en el remolque similar al utilizado por Bradley Murdoch.

La policía de Alice Springs fue llamada alrededor de la 1:30 horas, llegando para recoger pruebas y testimonios alrededor de las 4:20 horas, y, acompañados por el conductor del tren de carretera, comenzó una búsqueda de Falconio, el Toyota, y el hombre armado a las 7:00 horas. Al regresar a la escena, encontraron un charco de sangre cubierto de tierra y la Kombi de la pareja escondida entre los matorrales a unos 80 metros. No fue hasta ocho horas después del rescate que se colocaron barricadas en las doce carreteras probables que salían del distrito. Búsquedas policiales en el área en los meses siguientes revelaron poco, aparte las huellas de Lees. Cuatro rastreadores aborígenes llegaron de un asentamiento cercano a los pocos días pero ninguno de ellos encontró evidencia de Falconio o el hombre armado.
Dada la naturaleza inusual del ataque, y la falta de pruebas que lo corroborara (es decir, las pertenencias o el cuerpo de Falconio), la policía tardó algunos días en apreciar la importancia del crimen. Pero a raíz del sonado caso del asesino de mochileros, los medios de comunicación rápidamente sensacionalizaron la historia de Lees. Sin embargo, incongruencias en las declaraciones de Lees y su comportamiento en las semanas siguientes generó dudas sobre la veracidad de su versión del incidente, al confrontarlas con el retrato robot del atacante, el tipo de vehículo o raza del perro, y las imágenes de un sospechoso captadas por las cámaras de seguridad de una  gasolinera en Alice Springs, llegando a culpabilizar a la víctima de manera similar a lo ocurrido en el caso de Azaria Chamberlain. Se ofreció una recompensa de 250,000 dólares, pero la única evidencia nueva en el caso Falconio fue un rastro de ADN masculino no identificado en la camiseta de Lees, y algo de ADN relacionado en las bridas y la palanca de cambios de la Kombi.
La policía tenía la esperanza de que la publicación de las imágenes de las cámaras de seguridad de la estación de servicio llevarían a la persona a presentarse al menos para quitarse de encima la sospecha. Cuando esto no pasó, los detectives empezaron a centrarse en los dueños registrados de un Toyota Land Cruiser 4WD de 1991-1999, y en los treinta y seis hombres que habían sido identificados con las imágenes de la gasolinera según llamadas a la policía. Basándose en estos resultados, la policía entrevistó a Bradley John Murdoch, de 47 años, en Broome el 1 de noviembre de 2001, aunque las descripciones de Lees no relacionaron inmediatamente los hechos con él y ninguna muestra de ADN fue recogida. El 17 de mayo de 2002, los detectives arrestaron a un cómplice de Murdoch por tráfico de drogas, quién empezó a relatar detalles de sus conexiones con el caso, y un examen de ADN del hermano de Murdoch también apoyó su implicación. Murdoch entonces desapareció, pero el 22 de agosto de 2002 fue encontrado, arrestado y juzgado por un caso no relacionado de secuestro y agresión por la Policía de Australia del Sur.

## Juicio
Después de la extradición, se inició una audiencia en abril de 2005. El juicio comenzó el 17 de octubre de aquel año ante el Tribunal Supremo del Territorio del Norte en Darwin. Para hacer frente a las demandas del juicio y el enorme contingente de medios de comunicación, prensa, radio y televisión, que llegó para cubrir el procedimiento, el edificio del tribunal en Darwin fue renovado a un coste de 900,000 dólares australianos. El juez era Brian Ross Martin QC, jefe de Justicia del Territorio del Norte. Murdoch se declaró no culpable de los cargos de asesinato de Falconio y asalto e intento de secuestro de Lees.
Lees identificó a Murdoch en fotografías que le mostró la policía en noviembre de 2002 y finalmente cara a cara durante el juicio el 18 de octubre. También dijo al tribunal que su agresor le ató las muñecas juntas a la espalda, le puso un saco en la cabeza y la arrastró a su vehículo, declarando que la dejó entre los asientos y la parte trasera. Lees dijo cómo se deslizó fuera y corrió en la oscuridad, escondiéndose bajo los arbustos, mientras Murdoch intentó encontrarla utilizando una linterna. Los rastreadores expertos solo encontraron huellas de Lees en la zona.
Se descubrió que Murdoch había salido de Alice Springs en un momento y en una dirección que era compatible con él en Barrow Creek al momento del asesinato. El peritaje presentado en el juicio indicó que era el hombre captado en las imágenes de las cámaras en la estación de servicio a las 12:38 horas. Esta identificación fue más tarde corroborada por el propio padre de Murdoch así como por su socio comercial, James Helpi. La policía encontró rastros de ADN de Murdoch en un par de bridas utilizadas durante el ataque. Esto, combinado con su coincidencia con el ADN en la camiseta de Lees, permitió acusar a Murdoch de asesinato. Su ADN también fue encontrado en la palanca de cambios de la furgoneta Kombi en que Falconio y Lees viajaban, y que, tras el ataque, fue conducida por el agresor entre los arbustos.
La defensa de Murdoch argumentó durante el juicio que la muestra de ADN se podría haber debido a una transferencia de sangre accidental en un restaurante Red Rooster en Alice Springs con anterioridad a la ofensa alegada, o podría haber sido sencillamente puesta por personas desconocidas. Otras muestras resultaron estar contaminadas y no se presentaron como prueba. Murdoch dio evidencia de que había parado en el restaurante para comprar pollo para él y su perro. Durante la audiencia, Lees mencionó que ella y Falconio habían parado en el Red Rooster.
Testigos presenciales reclamaron que habían visto a Falconio en una gasolinera una semana después de su desaparición. El fiscal Rex Wild QC rechazó estas reclamaciones, argumentando que cada relato aportaba información contradictoria, en particular sobre el color de cabello del hombre. Señaló que la policía había seguido numerosos relatos de supuestos avistamientos, pero todos resultaron infructuosos. El cuerpo de Falconio nunca ha sido encontrado "a pesar de una de las más exhaustivas investigaciones policiales jamás vistas en Australia".
El 13 de diciembre de 2005, Murdoch fue declarado culpable con un veredicto unánime y sentenciado a cadena perpetua sin opción a libertad condicional por un periodo de veintiocho años. Fue también condenado por otra agresión no relacionada. Solo tras la sentencia se reveló que Murdoch anteriormente había sido absuelto de agresión sexual agravada con secuestro contra una madre y su hija en Australia del Sur unos años antes.
En abril de 2017, la cadena NT News recibió una carta anónima que reclamaba que Murdoch había "cortado el cuerpo [de Falconio]" y lo había colocado en dos bolsas grandes. La carta afirmaba que el asesino había pedido a un socio que disolviera los restos en ácido y los arrojara en el río Swan en Perth, pero el socio en cambio había pasado por Geraldton y enterró las bolsas sin abrir en una zona remota de Australia Occidental. La NT News envió la carta a la Policía del Territorio del Norte, que dijo que la revisaría.

## Medios de comunicación
En 2005, mientras el juicio de Murdoch todavía se desarrollaba, se estrenó en Australia la película Wolf Creek. Como la película se comercializó como "basada en hechos reales", el tribunal del Territorio del Norte detuvo su estreno en el territorio como medida cautelar en la creencia de que podría influir en el resultado del procedimiento. La película, sin embargo, solo está inspirada en la crónica negra australiana, en los asesinatos de mochileros, así como en el mismo caso Falconio.
Lees concedió una entrevista televisada con Martin Bashir más tarde emitida en Australia, por la que cobró 50,000 libras. Más tarde, declaró en el juicio que la entrevista fue para crear conciencia sobre el asesinato de Falconio en Australia, al considerar que el interés público por el caso había disminuido.
Lees escribió No Turning Back, un libro sobre su vida. Fue a Inglaterra para el lanzamiento del libro en octubre de 2006 y apareció en dos partes en The Times el 2 y 3 de octubre. El 10 de octubre de 2006, Lees fue entrevistada por BBC News 24.
En marzo de 2007, el canal Network 10 de Australia presentó un docudrama sobre el asesinato y el juicio desde la perspectiva de Lees, titulado Joanne Lees: Murder in the Outback. Los papeles de Lees y Falconio fueron interpretados por Joanne Froggatt y Laurence Breuls, respectivamente. Fue también mostrado por ITV1 en el Reino Unido el 8 de abril de 2007, por televisión One en Nueva Zelanda el 10 de junio de 2007, y por RTL 2 en Alemania el 12 de enero de 2009. El caso fue también cubierto por Casefile Ture Crime Podcast el 28 de enero de 2017.
En junio de 2020, Channel 4 en el Reino Unido y Seven Network en Australia retransmitieron una serie documental en cuatro partes titulada Murder in the Outback: The Falconio and Lees Mystery.